# Charles de la Traverse

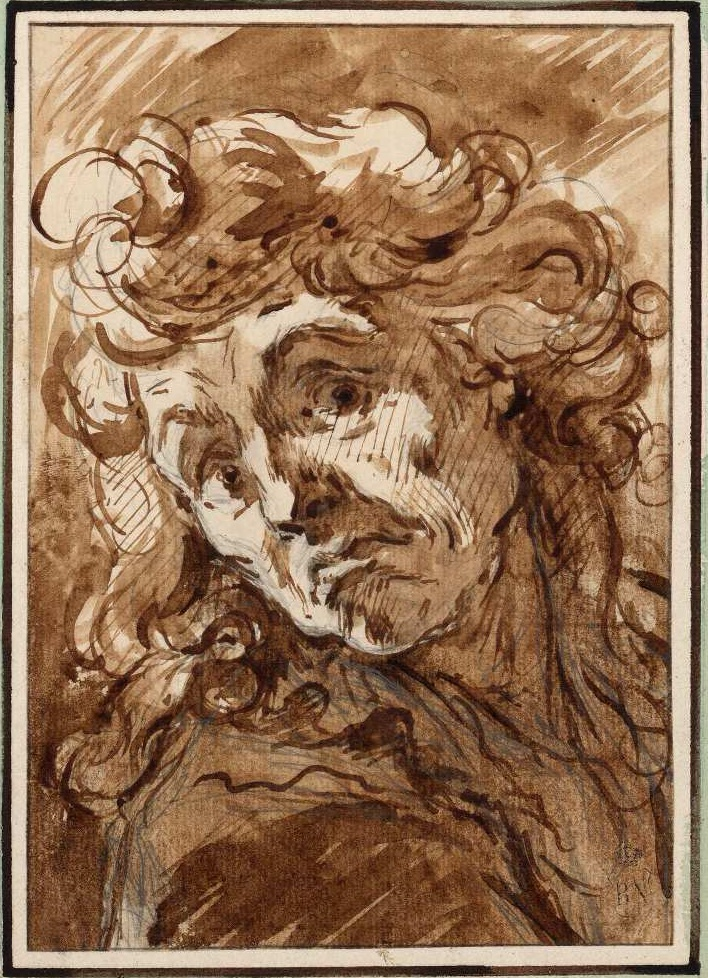
¿Autorretrato?, 1763, dibujo a pluma, pincel, tinta, lápiz negro y aguada sepia sobre papel agarbanzado verjurado.

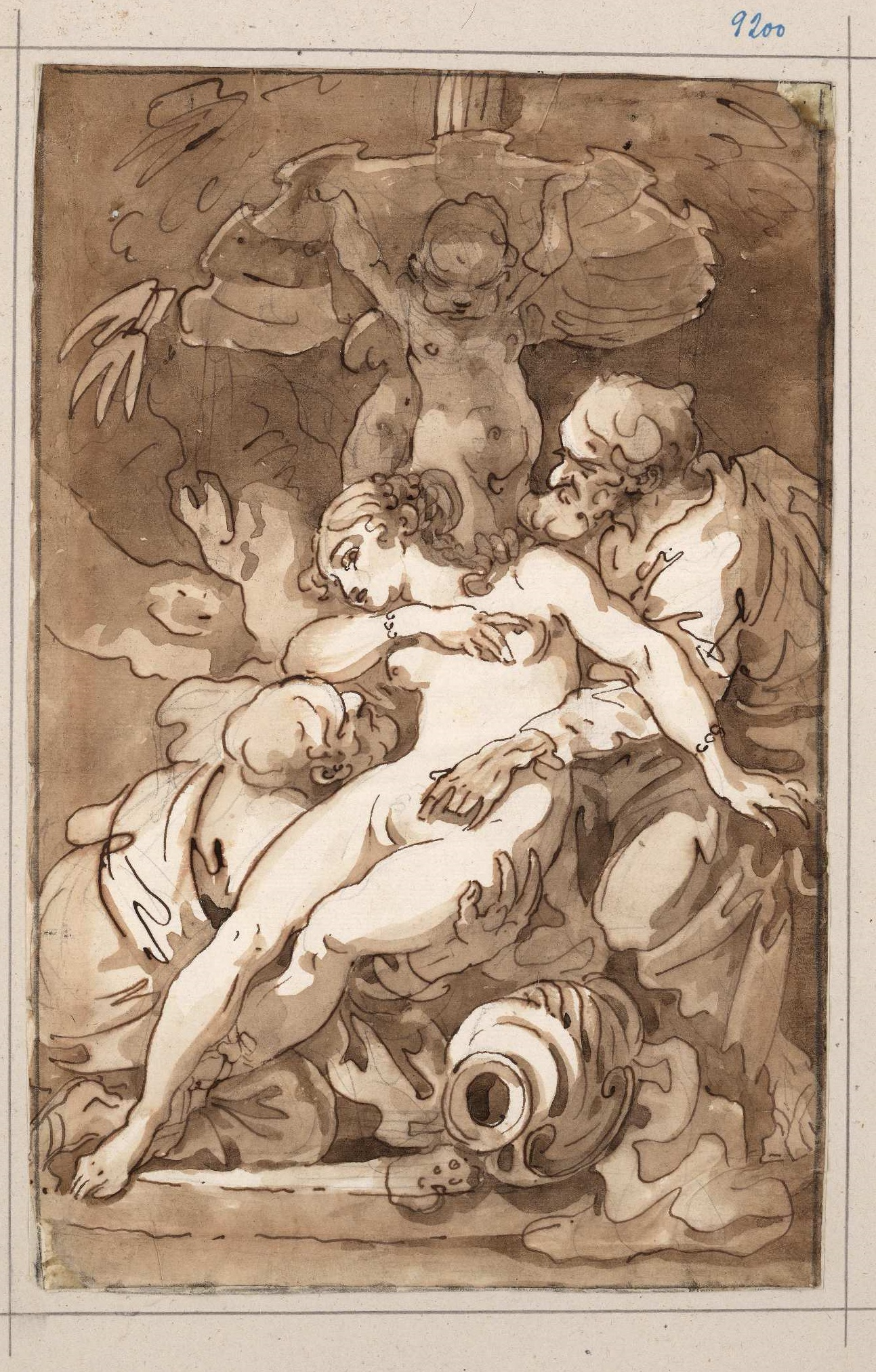
Susana y los viejos, dibujo a pluma, pincel, tinta, lápiz negro y aguada sepia sobre papel agarbanzado verjurado. Madrid, Biblioteca Nacional de España.

Charles de la Traverse (París, 1726-c. 1787), también conocido como Charles-François de la Traverse, Carlos de la Traverse, Carlos Francisco de la Traverse según Ceán, y Carlo della Traverse en Italia, fue un pintor francés activo en Roma, Nápoles y Madrid.

## Biografía y obra
Es Ceán Bermúdez quien proporciona las primeras noticias que nos han llegado de este pintor, sirviéndose para ello de la información que a él le había facilitado Luis Paret, el más distinguido discípulo que Traverse había tenido en España. Nacido en París, discípulo de François Boucher, siendo aún muy joven recibió el gran premio de la Real Academia de Pintura y Escultura, lo que le permitió estudiar pensionado tres años en Roma, prorrogados tres años más en vista de sus progresos. Antes de retornar a Francia viajó a Nápoles con objeto de estudiar las obras de arte de la recién descubierta Herculano. Allí encontró la protección del marqués de Ossun, embajador francés ante la corte de Carlos III, a quien acompañó a Madrid en torno a 1760.
Al no alcanzar la protección del rey, pese a la influencia de su señor, que lo había hecho su gentilhombre de compañía, «se vio precisado a vivir en esta corte filosóficamente, retirado entre sus amigos, que no eran pocos y de la primera jerarquía, y esperando el fin de la embajada del marqués, que por su desgracia se hizo muy dilatada, para volver a París, donde hallaría más protección». Lo hizo, finalmente, ya sexagenario y achacoso y al poco falleció en 1778. Pintor de muy fecunda inventiva, en Madrid, completaba Ceán, dejó «pocas obras de gran tamaño, pero muchas pequeñas y de gabinete, con las que acostumbraba a obsequiar a sus amigos; y sobre todo dejó a D. Luis Paret su discípulo, bien instruido con su enseñanza».
Según Paret, pintó al óleo y al temple paisajes, flores y motivos historiados, mitológicos y religiosos, siempre con erudición y novedad en la composición. Muy poco es lo que se conoce de su trabajo, básicamente formado por dibujos a la aguada, destacando un conjunto de sesenta y dos dibujos de variados asuntos conservados en la Biblioteca Nacional de España. También proporcionó dibujos para ser grabados, como la Alegoría del nacimiento de un infante, 1764, grabada por Manuel Salvador Carmona, o el diseño de la portada de las Eróticas de Esteban Manuel de Villegas, 1774, con el retrato del autor grabado por Pasqual Pere Moles.
En pintura al óleo lo conservado parece reducirse a la pieza que le valió en 1748 el premio de la academia: Tobías enterrando a los muertos, guardado en el Museo de Bellas Artes de Saintes, el retrato de una mujer joven del musée Grobet-Labadié de Marsella, y una abocetada Alegoría del nacimiento del infante don Carlos Eusebio del Museo Lázaro Galdiano, atribuida a Traverse por Antonio Rodríguez Moñino.